# 譚至剛
譚至剛（1975年7月20日—1993年9月5日），本名譚至剛，1988年改藝名為譚志剛。1991年改回本名譚至剛
。台灣男藝人，童星出身。十二歲時到中影應徵演員，繼而演出《風雨操場》、《國中女生》、《牯嶺街少年殺人事件》、《少年吔，安啦！》等電影。主持過華視的兒童節目《神仙指頭》。

## 生平
譚至剛出生於高雄市。1986年，首次參與台視兒童節目《只要我長大》，之後陸續演出《台視劇場》、《黑狗王子》等電視劇。
1988年2月，譚至剛在報紙上看到電影《牯嶺街少年殺人事件》徵演員的廣告，就帶著相片資料到中影應徵。導演楊德昌原本想讓譚至剛飾演小貓王，然而《牯嶺街少年殺人事件》從選角、籌備到開拍歷經多年，正式開鏡時，已經長高不少的譚至剛改飾演小馬。
譚至剛從小就喜歡各種戶外休閒活動，是自由車協會的會員。1988年7月，十三歲的譚至剛隨著協會參加單車環島之旅，是當時最年輕的單車環島騎士。1989年，譚至剛在伯朗咖啡的廣告中，飾演一名騎單車的男孩。同年，演出《風雨操場》及《國中女生》兩部電影。
1990年2月－1991年12月，譚至剛接下華視兒童節目《神仙指頭》的主持工作，與另外四名主持人搭擋，在節目中以派對、戲劇的形式，解決小朋友的疑難雜症
。
1990年7月，譚至剛原本預計國中畢業後與家人移民美國，並攻讀電影課程，讀完再回台灣從事電影方面的工作。但由於當時電影《牯嶺街少年殺人事件》開拍在即，譚至剛因此暫時留在台灣一邊拍戲，一邊與朋友合夥經營一家卡拉OK店。
1991年，徐小明與侯孝賢在《牯嶺街少年殺人事件》的試片會上相中譚至剛，決定讓譚至剛擔任電影《少年吔，安啦！》的男主角。侯孝賢覺得譚至剛長得很像混血兒，直稱呼譚至剛為「阿兜仔」，於是譚至剛在電影《少年吔，安啦！》裡的暱稱就叫「阿兜仔」。編導徐小明根據譚至剛的生活狀況，設定出片中角色。電影裡的阿兜仔國中畢業後要移民美國，以及阿兜仔和阿國穿著白色制服在卡拉OK店播放伴唱帶、招呼客人的劇情，都是徐小明參考譚至剛的現實生活所加以改編的。
1992年，譚至剛與共同經營卡拉OK店的朋友拆夥，並準備在1993年到美國學電影。然而當時電影公司正在籌拍《少年吔，安啦！》續集，身為男主角的譚至剛因而繼續留在台灣等電影開拍。此期間譚至剛與好友林鴻銘、鈕承俊在台北公館合開了一間「好萊塢果汁吧」，販售原版電影海報、明信片以及果汁。
1993年9月4日，譚至剛與七名友人分乘兩輛吉普車，南下新竹縣五峰鄉與苗栗縣泰安鄉交界的東支線山區露營。9月5日下午返回台北時，其中一輛吉普車的後輪爆胎。譚至剛和友人劉治民乘另一輛車下山求援，在南清公路清泉山區的一個轉彎處，墜落深達一百多公尺的山谷。譚至剛當場死亡，劉治民送醫後不治。
1993年9月19日，譚至剛的圈內好友李興文、林鴻銘、鈕承澤和朱家麟，將譚至剛生前的電影作品剪輯成帶，為譚至剛舉辦「有歌有影」告別式。在告別式現場播放譚至剛演過的電影，以及譚至剛喜歡的六零年代西洋歌曲。

## 作品

### 電影
- 1989年：《風雨操場》 飾演：林偉強

- 1989年：《寒假有夠長》 飾演：眷村少年（客串）

- 1989年：《國中女生》 飾演：陳金寶

- 1991年：《牯嶺街少年殺人事件》 飾演：小馬

- 1992年：《少年吔，安啦！》 飾演：小剛（阿兜仔）

### 電視
- 1986年：台視兒童節目《只要我長大》

- 1987年：台視單元劇《台視劇場》

- 1987年：台視兒童戲劇節目《黑狗王子》

- 1989年：華視單元劇《一家之主－搭起心橋》 飾演：小剛

- 1990年2月－1991年12月

華視兒童節目《神仙指頭》 飾演：四小弟（無名指）
- 中華民國法務部單元劇錄影帶《給自己一個能夠擁有的夢》

### 廣告
- 1989年：伯朗咖啡

### 音樂MV
- 1992年：伍佰《少年吔，安啦！》

- 1992年：林強、侯孝賢《無聲的所在》

## 副業投資
- 1990年－1992年：卡拉OK店

位於台北市，與一個朋友共同經營。
- 1993年：好萊塢果汁吧

位於台北公館的公車站牌街邊，與林鴻銘、鈕承俊（鈕承澤的胞弟）以及一個朋友共同經營。